# Barbula inclinans
Barbula inclinans är en bladmossart som beskrevs av W. P. Schimper och Bescherelle 1880. Barbula inclinans ingår i släktet neonmossor, och familjen Pottiaceae. Inga underarter finns listade i Catalogue of Life.